# モノポリー
モノポリー（英語：Monopoly）は20世紀初頭にアメリカ合衆国で生まれたボードゲームの一つである。プレイヤーは双六の要領で盤上を周回しながら他プレイヤーと盤上の不動産を取引することにより同一グループを揃え、家やホテルを建設することで他のプレイヤーから高額なレンタル料を徴収して自らの資産を増やし、最終的に他のプレイヤーを全て破産させることを目的とする。
英語のmonopolyは一般的な単語であり、独占という意味である。

## 概要

モノポリーのロゴ

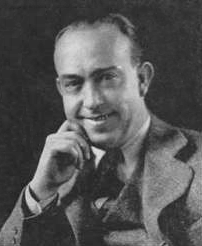
チャールズ・B・ダロウ

モノポリーの原型は、ジョージズムの支持者であるアメリカのエリザベス・マギーが政治や教育上の試みとして制作した「The Landlord's Game (en) 」で、ゲームの内容は父から譲り受けたヘンリー・ジョージの主著、『進歩と貧困』（1879年）の影響を強く受けている。モノポリーが製品として販売された時点でThe Landlord's Gameは特許取得から30年以上経過していた。The Landlord's Gameはアメリカ各地に紹介される際に個人や集団によって細部のアレンジやローカライズが行われ続けており、そのひとつが1932年にダン・レイマンによって改良されたゲーム「FINANCE (en) 」である。
1933年、1929年のウォール街大暴落により当時失業中であった元暖房器具のセールスマン、チャールズ・B・ダロウが知人に紹介されたアトランティックシティ版のFINANCEを遊んで惚れ込み、ボードのデザインなど独自の改良を加えて現在の「モノポリー」の原型を完成させたとされる。ダロウは手作りのモノポリーを独自に販売していたが大量の注文をさばききれなくなり、1934年にモノポリーを玩具メーカーの老舗であるミルトン・ブラッドリーやパーカー・ブラザーズに売り込んだものの、いずれも商品化を断られたため地元でモノポリーを売り続けていた。1935年の初め、昨年のクリスマスシーズンにニューヨークの大型玩具店FAOシュワルツがモノポリーを大量に仕入れたことを聞きつけたパーカー・ブラザーズが権利を取得した。ダロウが権利を譲渡する際、パーカー・ブラザーズはゲームのプレイ時間短縮版のルールをダロウに提案し、相手を最後まで破産させるプレイ時間の長い方式と併記することとした。ダロウはこの契約を受け入れ、結果として巨万の富を得た。1935年11月5日に初めて一般発売されたモノポリーは、大不況の時勢のもとで大ヒットした。
日本での知名度が一躍高まる契機となったのは1986年8月25日に放送された『森田一義アワー 笑っていいとも!』内のコーナー「テレフォンショッキング」に出演した糸井重里がモノポリーを紹介したことである。
勝負事が好きな将棋棋士の間でも、1980年代末から1990年代にかけてモノポリーが流行した。地方対局にも対局用品と共に携帯し、昼の対局で火花を散らした棋士同士が、夜は棋士仲間やスタッフも加えて仲良くモノポリーに興ずる光景が見られた。1989年の竜王戦の初日終了後には島朗と羽生善治が対局者同士でモノポリーを楽しんだという。
現在では、他に地域・世界（中には『スター・ウォーズ・シリーズ』や『ソニック・ザ・ヘッジホッグ』、『ポケットモンスター』、『マリオシリーズ』、『ウルトラシリーズ』などを舞台にしたものもある）などのさまざまなバージョンが存在する。また、「億万長者ゲーム」や「いただきストリート」など、モノポリーのルールをアレンジしたボードゲームも存在する。

## 盤面

### 旧スタンダード版(アトランティックシティ版)とスタンダード版(東京版)
40か所のマス目は28種類の地所・鉄道・公共会社、カードを引くマスが6か所（共同基金カード、チャンスカード各3か所）、所得税、物品税、刑務所及び刑務所見学、GO TO JAIL（刑務所へ入れ）、フリーパーキング（駐車場）、GO（スタート地点）のマスからなる。スタンダード版以外でも、通貨単位、土地や鉄道、公共会社などの名前が違うほかは基本的には同じである。
マスの通りや鉄道などの固有名詞はマービンガーデンとショートライン鉄道を除いてアメリカのニュージャージー州アトランティックシティに存在している、あるいは存在したものである。いくつかの通りにはアメリカでの慣習で行き先となる地点の地名が付いている。
なお、日本では1965年の発売開始からアトランティックシティ版を標準とし、2008年以降はこれを便宜的に「モノポリークラシック」の名称で販売していたが、2022年から同年4月に発売された東京版が新しいモノポリークラシックになった。従来のアトランティックシティ版は在庫限りで終売となる。

#### アトランティックシティ版のマスの構成
*は、カードの指示での移動によって止まる可能性のある場所。
| マス名                               | カラーグループ | 定価 | 建設費 | 備考                                        |
| ------------------------------------ | -------------- | ---- | ------ | ------------------------------------------- |
| GO                                   | -              | -    | -      | *スタート地点。                             |
| 地中海（メディタレーニアン）通り     | ブラウン       | 60   | 50     |                                             |
| 共同基金（コミュニティー・チェスト） | -              | -    | -      | 共同基金カードを引く。                      |
| バルティック通り                     | ブラウン       | 60   | 50     |                                             |
| 所得税                               | -              | -    | -      | *$200を支払う。                             |
| リーディング鉄道                     | 鉄道           | 200  | -      | *                                           |
| オリエンタル通り                     | ライトブルー   | 100  | 50     |                                             |
| チャンス                             | -              | -    | -      | チャンスカードを引く。                      |
| バーモント通り                       | ライトブルー   | 100  | 50     |                                             |
| コネチカット通り                     | ライトブルー   | 120  | 50     |                                             |
| 刑務所、刑務所見学                   | -              | -    | -      | *見学では何も起こらない。                   |
| セントチャールズプレース             | ライトパープル | 140  | 100    | *                                           |
| 電力会社                             | 公共会社       | 150  | -      | *                                           |
| ステーツ通り                         | ライトパープル | 140  | 100    |                                             |
| バージニア通り                       | ライトパープル | 160  | 100    |                                             |
| ペンシルバニア鉄道                   | 鉄道           | 200  | -      | *                                           |
| セントジェームスプレース             | オレンジ       | 180  | 100    |                                             |
| 共同基金                             | -              | -    | -      | 共同基金カードを引く。                      |
| テネシー通り                         | オレンジ       | 180  | 100    |                                             |
| ニューヨーク通り                     | オレンジ       | 200  | 100    | *                                           |
| フリーパーキング                     | -              | -    | -      | 何も起こらない。                            |
| ケンタッキー通り                     | レッド         | 220  | 150    |                                             |
| チャンス                             | -              | -    | -      | チャンスカードを引く。                      |
| インディアナ通り                     | レッド         | 220  | 150    |                                             |
| イリノイ通り                         | レッド         | 240  | 150    | *                                           |
| B&O 鉄道                             | 鉄道           | 200  | -      | *                                           |
| アトランティック通り                 | イエロー       | 260  | 150    |                                             |
| ベントノール通り                     | イエロー       | 260  | 150    |                                             |
| 水道会社                             | 公共会社       | 150  | -      | *                                           |
| マービンガーデン                     | イエロー       | 280  | 150    |                                             |
| GO TO JAIL（刑務所へ入れ）           | -              | -    | -      | 刑務所へ行く（強制）。                      |
| パシフィック通り                     | グリーン       | 300  | 200    |                                             |
| ノースキャロライナ通り               | グリーン       | 300  | 200    |                                             |
| 共同基金                             | -              | -    | -      | *共同基金カードを引く。                     |
| ペンシルバニア通り                   | グリーン       | 320  | 200    |                                             |
| ショートライン鉄道                   | 鉄道           | 200  | -      |                                             |
| チャンス                             | -              | -    | -      | チャンスカードを引く。                      |
| パークプレース                       | ダークブルー   | 350  | 200    |                                             |
| 物品税                               | -              | -    | -      | $100支払う。                                |
| ボードウォーク                       | ダークブルー   | 400  | 200    | *                                           |
| GO（一周）                           | -              | -    | -      | *止まるか通過するとサラリー$200を受け取る。 |

#### 東京版のマスの構成
*は、カードの指示での移動によって止まる可能性のある場所。通貨単位は便宜的に$表記を用いた。
| マス名                               | カラーグループ | 定価 | 建設費 | 備考                                        |
| ------------------------------------ | -------------- | ---- | ------ | ------------------------------------------- |
| GO                                   | -              | -    | -      | *スタート地点。                             |
| 八王子                               | ブラウン       | 60   | 50     |                                             |
| 共同基金（コミュニティー・チェスト） | -              | -    | -      | 共同基金カードを引く。                      |
| 立川                                 | ブラウン       | 60   | 50     |                                             |
| 所得税                               | -              | -    | -      | *$200を支払う。                             |
| 新宿駅                               | 鉄道           | 200  | -      | *                                           |
| 四ツ谷                               | ライトブルー   | 100  | 50     |                                             |
| チャンス                             | -              | -    | -      | チャンスカードを引く。                      |
| 代々木                               | ライトブルー   | 100  | 50     |                                             |
| 市ヶ谷                               | ライトブルー   | 120  | 50     |                                             |
| 刑務所、刑務所見学中                 | -              | -    | -      | *見学中では何も起こらない。                 |
| 秋葉原                               | ライトパープル | 140  | 100    | *                                           |
| 電力会社                             | 公共会社       | 150  | -      | *                                           |
| 上野                                 | ライトパープル | 140  | 100    |                                             |
| 池袋                                 | ライトパープル | 160  | 100    |                                             |
| 品川駅                               | 鉄道           | 200  | -      | *                                           |
| お台場                               | オレンジ       | 180  | 100    |                                             |
| 共同基金                             | -              | -    | -      | 共同基金カードを引く。                      |
| 日比谷                               | オレンジ       | 180  | 100    |                                             |
| 新橋                                 | オレンジ       | 200  | 100    | *                                           |
| 無料駐車場                           | -              | -    | -      | 何も起こらない。                            |
| 恵比寿                               | レッド         | 220  | 150    |                                             |
| チャンス                             | -              | -    | -      | チャンスカードを引く。                      |
| 原宿                                 | レッド         | 220  | 150    |                                             |
| 表参道                               | レッド         | 240  | 150    | *                                           |
| 渋谷駅                               | 鉄道           | 200  | -      | *                                           |
| 赤坂                                 | イエロー       | 260  | 150    |                                             |
| 六本木                               | イエロー       | 260  | 150    |                                             |
| 水道会社                             | 公共会社       | 150  | -      | *                                           |
| 虎ノ門                               | イエロー       | 280  | 150    |                                             |
| 刑務所に入る                         | -              | -    | -      | 刑務所へ行く（強制）。                      |
| 有楽町                               | グリーン       | 300  | 200    |                                             |
| 日本橋                               | グリーン       | 300  | 200    |                                             |
| 共同基金                             | -              | -    | -      | *共同基金カードを引く。                     |
| 大手町                               | グリーン       | 320  | 200    |                                             |
| 東京駅                               | 鉄道           | 200  | -      |                                             |
| チャンス                             | -              | -    | -      | チャンスカードを引く。                      |
| 丸ノ内                               | ダークブルー   | 350  | 200    |                                             |
| 物品税                               | -              | -    | -      | $100支払う。                                |
| 銀座                                 | ダークブルー   | 400  | 200    | *                                           |
| GO（一周）                           | -              | -    | -      | *止まるか通過するとサラリー$200を受け取る。 |

### カード
チャンスカード（クエスチョンマーク）は駒の移動に関係するものが多く、共同基金カード（宝箱の絵）は、金銭に関するものが多い。共に16枚である。下線はチャンスと共同基金で同じ効果のカード。2008年以降に発売されたボードで一部のカードの指示が変更されたため、指示は現行のものに準拠した。また2021年（日本では2022年）には共同基金カードの記載内容が投票で選ばれたものに変更されているため、指示のみ記載する。

#### チャンスカード
- セントチャールズプレースへ進む（GOを通れば$200受取れる、所有者がいなければ購入可：以下省略）
- イリノイ通りへ進む
- ボードウォークへ進む
- リーディング鉄道へ進む
- 次の鉄道まで進み、通常の2倍のレンタル料を支払う
- （上と同じカード）次の鉄道まで進み、通常の2倍のレンタル料を支払う
- 次の水道会社か電力会社に進む（所有者がいたらダイスを振り、出た目の10倍を支払う）
- 3マス戻る（戻った先のマスの効果は適用される）
- 銀行より$150受取る
- 銀行より$50受取る
- 銀行へ$15支払う
- 各プレーヤーに$50支払う
- 修理費、家1軒あたり$25、ホテル1軒あたり$100を支払う
- GOのマスへ進む（$200受取る）
- 刑務所から釈放（通称：釈放カード、釈放券） ※このカードは必要になるまで持っていても、又売却してもよい[注 12]
- 刑務所へ行く（直接刑務所へ移動する。GOを通過しない扱いのため$200は受け取れない）

#### 共同基金カード
- 銀行より$200受取る
- 銀行より$100受取る
- 銀行より$100受取る[注 13]
- 銀行より$100受取る
- $10を各プレーヤーから受取る[注 14]
- 銀行より$50受取る[注 15]
- 銀行より$25受取る[注 16]
- 銀行より$20受取る[注 17]
- 銀行より$10受取る[注 18]
- 銀行へ$50支払う[注 19]
- 銀行へ$100支払う[注 20]
- 銀行へ$50支払う[注 21]
- 修理費として家1軒あたり$40、ホテル1軒あたり$115支払う[注 22]
- GOのマスへ進む
- 刑務所から釈放
- 刑務所へ行く

## ルール
基本ルールは説明書、細部に関しては日本モノポリー協会のルールに準拠する。ゲームにおける紙幣や権利書・家・ホテルなど、銀行(ゲーム中におけるプレーヤー間以外での現金の支払いや受け取りを行う場所)から手渡されるものは基本的にバンカー(銀行係)が管理する。なお、バンカーは競売人も兼ねる。

### 準備

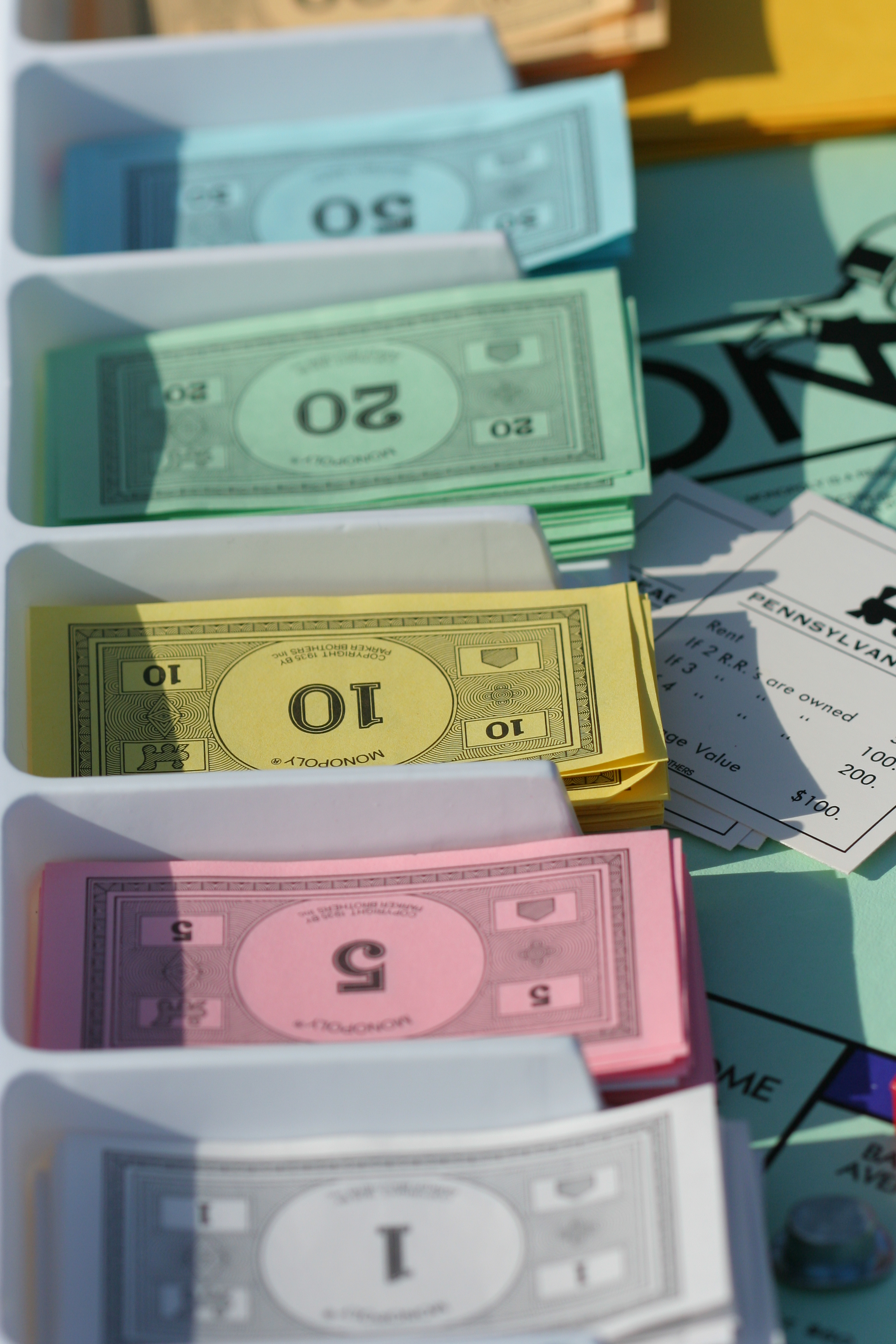
モノポリーの紙幣

ボードを広げて、ボードの外に紙幣・権利書・家・ホテルを並べる。バンカーを1人決め、バンカーがプレイヤーに$1・$5・$10を各5枚、$20を6枚、$50・$100・$500を各2枚の合計$1500ずつ配る。紙幣は他のプレーヤーから見えないところに置かない限りはその一部または全部をテーブルの上に置いていてもよいし、手で握っていてもよい。準備が整ったら、スタート順を決めるために全員がダイス2個（以下断らなくても、2個）を振り、出目が大きい順に着席し直す。これがスタート順となる。スタート順に駒1個を選んで、「GO」のマスに駒を置く。チャンスカード、共同基金カードをよくシャッフルし、ボード上にセットする。

### 駒の進め方
最初のプレイヤーがボード上でダイス（サイコロ）を振り、出た目の数だけ駒を進め、止まったマスの指示に従う。この時ダイスが1個でもボードの外に出た場合は振り直しとなる（ダイスがチャンスや共同基金のカードの上に乗った場合は接している側から見て上の面の目を出目とする。ダイスがボード上の駒や家などに乗った場合も同様）。進む方向は常に「GO」マスの矢印の方向とする。また、ダイスの目がゾロ目（2つの目が同一）の場合はもう一度ダイスを振る。ただし、3度連続でゾロ目を出したら、即、直接、刑務所に入らなければならない。これを1ターンとして、その後に交渉や家やホテルの建設などがないか確認し、次の人に移る。これを繰り返す。なお、同じマスに複数人が止まったり、相手の駒を追い越したりしても差し支えない。

### 各マス

#### GO（ゴー）
スタート地点。このマスに止まるか、通過するとサラリー$200を銀行から受け取る。

#### 土地（カラーグループ、鉄道、公共会社）
土地はカラーグループが8種22か所、鉄道は4か所、公共会社は2か所ある。すでに購入したプレイヤーがいない状態で止まった場合、権利書（価格はボード、権利書に記載）を購入することができる。購入しない、または購入できない場合には、銀行により競売にかけられる。すでに購入したプレイヤーがいた場合は、権利書に記載されている額（独占しているケースなどは後述）のレンタル料を徴収される。ただし、その土地が抵当の場合はレンタル料を徴収されない。土地は所有するプレーヤー1人にのみ所有権があり、共同所有やレンタル料の分配などはできない。なお、自分の土地に止まった場合は支払いは発生しないので何も起こらない。

#### チャンスと共同基金
このマスに止まったら、一番上のカードをシャッフルせずに引く。そのカードを全員に見せ、その指示に従い、駒の移動があった場合は止まったマスの指示に従う。「このカードは（中略）刑務所から釈放できる」（以下、釈放券）以外のカードは指示に従った後、山札の一番下に裏向きにして入れる。「釈放券」を引いた場合、戻さず所有する。カードが1巡したとしてもシャッフルしてはならない。

#### 所得税と物品税
所得税
このマスに止まったら$200を銀行に支払う。
物品税
このマスに止まったら$100を銀行に支払う。

#### フリーパーキング
何も起こらない。

#### GO TO JAIL（刑務所へ入れ）
このマスに止まったら、刑務所へ移動する($200のサラリーは受け取れない)。このマスにゾロ目で止まっても刑務所から続けてダイスを振ることはできない。

#### 刑務所及び刑務所見学
刑務所のマスにダイスの出目による移動によって止まったとしても、「刑務所見学」として無害(フリーパーキングと同様)であるが、以下の条件を満たした場合は、刑務所に直接移動しなければならず、進めばGOマスを通過する場合でもサラリーを受け取ることはできず、自分のターンは終了する。
- 1ターン内にゾロ目を3回連続出す
- 「刑務所へ入れ」のマスに止まる
- チャンスまたは共同基金で「刑務所へ行く」のカードを引く

次に自分のターンが回ってきたら、ダイスを振る前に刑務所から出所するか、留まるか選択することができる。選択せずにダイスを振った場合は留まる選択をしたものとして扱われる。
刑務所から出所を選択した場合
出所料$50を支払うか、手持ちの釈放券を使用しなければならない。出所したら「刑務所見学」の部分に駒を動かし、通常通りダイスを振ることができる。ゾロ目が出た場合は通常通りもう一度ダイスを振ることができる。
刑務所に留まる選択をした場合
ダイスを振ってゾロ目が出なければ刑務所に留まりターンが終了、ゾロ目が出た場合は$50の支払いや釈放券を使用せずに出所となり、出た目の数だけ進まなければならない。このとき、ゾロ目の効力は出所するために使用しているので、ダイスをもう一度振ることはできない。刑務所に留まる選択は3ターンまで可能で、3ターン目のダイスでゾロ目が出なかった場合は強制的に出所となり、$50を支払うか、釈放券を使用し、ダイスで出た目だけ駒を進めなければならない。このとき、釈放券は他人のプレイヤーが持つものを交渉によって入手し、使用して出所することができる(手番中の交渉禁止の例外)。

### モノポリー（独占）

#### 家・ホテルの建設

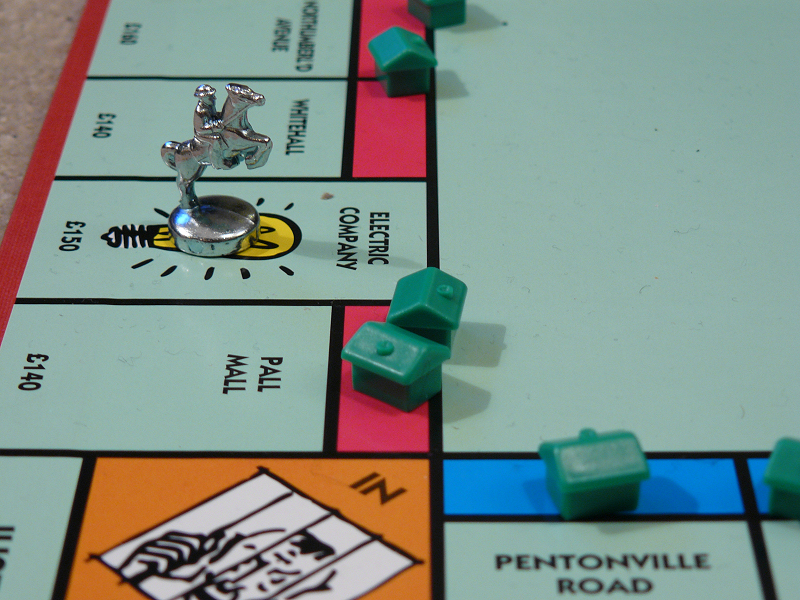
ボード上に建設した家

同じ色の地所を全て取得すれば「モノポリー」(独占)となり、他のプレイヤーが止まった際の家が建っていないときの「レンタル料」が2倍になるうえに、取得した色の地所に家、もしくはホテル(以降、家など)を建てることができる。カラーグループ内のどこの土地からでも建設できるが、均等に建設しなければならない。独占した色の土地1か所につき家を4軒まで建てられ、家を4軒建てた後はホテルを建てることができる。なお、家などを建設する際の建設費は、その色の配置されている列により異なる。また家やホテルを建てると、その土地のレンタル料は高額となり、より多くのレンタル料を徴収することができる。
ボード上に家は32軒、ホテルは12軒しか建てることができず、それ以上の場合は他のプレイヤーが銀行に家などを売るまで、建設は不可能。銀行が所有する以上の家などを異なるプレイヤーが同時に購入を希望した場合は、その家などは競売（後述）にかけられる。ただし、全体で譲りあう場合はこの限りではない。

#### 家・ホテルの売却
家を銀行に売却する場合には、売却する家1軒ごとに建設費用の半額が銀行からプレイヤーに戻る。この場合も均等に処分しなければならない。
ホテルを含むカラーグループの物件で費用を捻出したいときは、レンタル料などの支払いが手持ちの現金では賄いきれない負債が生じたときと、単なる資金調達や家止めを行う場合とで対応が異なる。これは容易な家止めを防止するための措置である。

##### 単なる資金調達や家止めの場合(原則)
「均等に建てる」という原則から以下のようにする。ブラウン、ダークブルーのように土地が2つしかないカラーグループでは「残る家x軒」のxをそれぞれ4減らして読めばよい。
- ホテルが1軒だけ建っている場合

ホテルを売却し、銀行から家2.5軒分の建設費を受け取る。残る家8軒を同一カラーグループ上で均等に再配置する。
- ホテルが2軒建っている場合

ホテル2軒を売却し、銀行から家5軒分の建設費を受け取る。残る家4軒を同一カラーグループ上で均等に再配置する。
- すべての土地にホテルが建っている場合

すべての土地を一旦更地にして、銀行から家7.5軒分の建設費を受け取る。
いずれの場合も家はあらためて正規の建設費で建て直す。ホテルから家4軒に戻して0.5軒分の建設費を受け取るといったことはできない。

##### 支払う現金が不足した場合(例外)
銀行に家が残っている限りの範囲で、ホテルから家4軒にするなど、1軒単位の売却が可能。

#### 鉄道と公共会社
鉄道や公共会社は、多くの権利書を入手しているほどレンタル料が上がる。鉄道の場合は、所有者が鉄道を1か所のみ所有の場合は$25、2か所で$50、3か所で$100、4か所(独占)で$200となる。公共会社の場合は、所有者が公共会社を1か所のみ所有の場合は止まったダイスの目の4倍、2か所(独占)の場合は目の10倍のレンタル料を支払わなければならない。なお、チャンスカード「次の水道会社か電力会社に進む」の指示で止まった場合はレンタル料を決めるためにもう一度ダイスを振り、1か所のみ所有の場合でもダイスの目の10倍のレンタル料を支払う。

### 抵当
土地の権利書をもとにして銀行から、権利書価格の半分の現金を得られる。抵当にするには土地にある家などを全て売らなければならず、抵当にした土地によってレンタル料を徴収することはできなくなる。なお、独占しているグループや鉄道複数枚で、相手プレイヤーが止まった土地が抵当でなければ（グループ内の他の土地が抵当であっても）、独占扱いでレンタル料を受け取ることができる。
抵当を抜くためには、抵当時の額に加えて10%の利息を支払う必要がある。また、抵当に入った権利書を交渉によって取引することもできるが、権利書を移動する際に、取引された権利書の抵当を返すか返さないかを選択し、返さない場合は、その場で抵当価格の10%の利息(手数料)を銀行に支払わなければならない。もし、抵当に入った権利書を入手した際にその場で抵当を抜かない場合は、後で抵当を抜く際にも利息つきで抜かなければならないため、結果として10%の利息を2回分支払うことになる。
なお、モノポリーにおける「抵当権」とは、英語版のmortgageの訳語（英米法の用語としては譲渡抵当と呼ばれることもある）であり、日本法における抵当権の概念とは異なる。

### 競売
- 権利書

プレイヤーが所有者のいない土地・会社のマスに止まって権利書を購入できる状態になったときに、そのプレイヤーが購入を拒否、または購入が不可能な場合は、その権利書は銀行によって競売が行われる。競売の進行はバンカーが行う。競売の開始価格は$1からとし、プレイヤーは$1以上かつ$1単位で値段を提示・吊り上げていくことができるが、提示する値段は権利書の本来の値段であるかは問わない。ただし時間短縮のため、日本の公式大会などでは競売の開始価格は$10から、プレイヤーは$10以上かつ$10単位の値段を提示・吊り上げていくこととしている。また、権利書を購入しなかったプレイヤーも競売に参加できる。権利書は最終的に最も高い値段を提示したプレイヤーが現金で購入する。
- 家・ホテル

複数のプレイヤーが同時に家の建設を表明し、その家の軒数の合計が銀行にある家の在庫を超える場合は家の建設の前にプレイヤー間で折衝を行う。プレイヤー間で折り合いがつかなかった場合は銀行によって家の競売が行われる。競売の進行はバンカーが行う。家は1軒ずつ競売にかけられ、家を購入したいプレイヤーは自分の土地の権利書に記載されている家の建設費と同額またはそれ以上の値段を提示しなければならない。家は最終的に最も高い値段を提示したプレーヤーが購入する。ホテルも同様の手順で競売を行う。

### 交渉
プレイヤーとプレイヤーが交渉を行うことで、互いが所有する土地などの権利書に関してプレイヤー間による金銭などでの売買を行える。土地を独占することがゲームで優位に立つための主要な行動であるため、交渉はゲーム中のさまざまな場面で行われる。
交渉は、
- 1対1であること[注 42]
- 任意のプレイヤーの手番の終了から次のプレイヤーの手番が開始される（ダイスが振られる）までの間に行う[注 43]
- 取引できるものは「金銭」「権利書」「釈放券」の3点のみ
- 物品の交換を伴わない行為（プレーヤー間で家・ホテルを売買すること）やレンタル料の減免、借金など、未来に関する条件、約束は禁止[注 44]
- 以下のように明らかに一方が得をするような交渉（完全な現金贈与にあたるもの）は禁止とする。
  - 抵当に入っていない権利書を抵当価格以下で売る
  - 権利書の無償贈与
  - 釈放券単独を$50以上で売買する
  - 権利書などを売ったその場で異なる価格で買い戻すこと[注 45]
  - 仮破産状態において負債が解消しない権利書の売買を行う

などのルールを脱さない限り、交渉内容は自由である。交渉が成立すればその場で権利書や現金の移動が行われ、プレイヤー全体にバンカーまたは交渉の当事者がその内容を通知する。なお、家やホテルが建っている権利書を他のプレーヤーに売却または交換する場合は必ず家やホテルをすべて銀行に売却してから渡さなければならない。

### 仮破産と破産・ゲームの勝敗
他のプレイヤーによって家などを建てられた土地に止まった際に、もし、そのプレイヤーに支払うレンタル料が手持ちの現金で足りなくなった場合（「現金不足」、「仮破産」という）は、権利書の抵当や第三者への売却交渉、所有している家やホテルを銀行に売るなど現金を捻出してレンタル料を支払わなければならない。しかし、全て現金化してもレンタル料が支払えない場合はそのプレイヤーは「破産」となり、敗北となる。破産したプレイヤーの現金、土地・鉄道・公共会社の権利書・釈放券は、全てレンタル料をもらえるプレイヤーのものとなり、最後まで残ったプレイヤー1人が勝者となる。
これとは別に、物品税マスなど銀行への支払いができずに破産（銀行破産）となった場合は、権利書は抵当が抜かれた状態で銀行に譲渡され、その場で競売が行われる。このとき、破産者が権利書を複数枚所持していた場合は、GOのマスから見て右回りに近い物件から順に競売を行う。釈放券は使用済みカードと同様にカードの山の一番下に戻される。刑務所の出所料で破産した場合は銀行破産と同じ扱いであるが、出所後に止まったマスに家や権利書を持つ債権者は、出所料$50による負債を銀行に支払うことで破産したプレイヤーの権利書を入手できる。
チャンスカードの一つ「各プレーヤーに50ドル支払う」の指示に従えない場合は、他プレイヤーへの支払いは行わずに銀行破産として処理する。
ゲームソフトなどによっては、コンピューターで自動的に計算されるものもあるので、家が建てられた状態で破産になることもある。その際は自動的に家が売却される。

### ローカルルール
ゲームソフトでも採用され、オプションで選択可能である代表的な2つのローカルルールを紹介する。
- JUST GO（ジャスト・ゴー）

カード移動やダイスの出目で、直接GOのマスに止まった場合、通常のサラリーに加えてさらに$200を受け取るというルール。すなわち、通常の倍である$400を受け取ることができる。
- ジャックポット

所得税、物品税でプレイヤーが支払った税金をプールしておき、フリーパーキングのマスに止まったプレイヤーが全額受け取ることができるというルール。
これらのルールは刺激的でゲームをさらに面白くする要素になりえるものの、プレイヤー全体の所持金が増えすぎ、よく練られてできているモノポリーのゲームバランスを崩すものだと批判する意見もある。

## 世界各国のモノポリー
基本的に、販売される地域により、ボードに書かれている土地の名前もアレンジされており、駒や通貨がそのテーマに沿ったものになっている場合もある。例えば、香港版にはヴィクトリア・ピークなどがある。一部の国ではモノポリーとゲームの趣旨が違うが、カードゲームモノポリーも販売されている。

### 日本
日本でははなやま玩具（現・ハナヤマ）が販売権を取得し、1965年に日本で初めてモノポリーを発売。1973年には権利がエポック社、1984年にツクダオリジナル、1988年にケナーパーカー（ジャパン）へと移ったが、わずか1年でトミーに、1996年にハズブロージャパンに、1999年に再びトミー（現・タカラトミー）へと移る。2018年4月からは再びハズブロジャパンが販売を担っている。
通常の日本語版モノポリーはオリジナルであるアトランティックシティ版の地名をそのまま和訳したものであるが、アレンジするにあたり、完全日本語化されたものや、持ち運びがしやすい小型の「ポケットモノポリー」も発売されている。
ご当地版
地名が「梅田」や「銀座」など日本のものである「モノポリージャパン」（1990年発売・2002年発売）や「日本版」（2022年発売）、「赤坂」や「新宿」など東京都のものである「ヤングモノポリー」（1988年発売）や2022年発売版以外に、お台場版、六本木ヒルズ版、秋田県版、大阪版、横浜版、會津版、大阪環状線版などの地域限定版が発売されている。基本的には「モノポリージャパン」のように、それぞれのリリースされる国や地方の地名が使用するものか、「大阪版」や「横浜版」のようにその地域の名産品や名所、本社や本部がある企業・団体名が登場するものが一般的である（他国語版の記事を参照）。
ご当地版ボードの特徴
| ボード名              | 通貨単位 | 駒               | 家の名称 | ホテルの名称 | チャンスの名称             | 共同基金の名称             |
| --------------------- | -------- | ---------------- | -------- | ------------ | -------------------------- | -------------------------- |
| お台場版              | ドル     | 通常版と同じ     | 家       | ホテル       | チャンス                   | 共同基金                   |
| 六本木ヒルズ版        | なし     | 森タワー         | キヨスク | 店舗         | チャンス                   | イベント                   |
| 秋田県版              | ジェンコ | 秋田犬           | かまくら | 旅館         | 小野小町からの恋文         | 秋田券                     |
| 大阪版                | 萬圓     | 千成ひょうたん   | 商店     | 百貨店       | 秀吉のなにわの夢           | 今宮戎の残り福             |
| 横浜版                | じゃん   | タグボート       | 生糸問屋 | 赤レンガ倉庫 | 私立探偵濱マイクからの指令 | 赤い靴の女の子の夢         |
| 大河ドラマ50 ご当地版 | 両       | 草鞋             | 旅籠     | 本陣         | 大河ドラマの想い出         | 初夢のお告げ               |
| 會津版                | いいべ   | 起き上がり小法師 | 家       | 旅館         | 会津の三泣き               | 什の掟                     |
| 大阪環状線版          | 萬円     | 323系電車        | キヨスク | 駅ビル       | ICOCA                      | 大阪環状線改造プロジェクト |

版権物
版権物のバージョンも多数リリースされており、スタンダード版をベースにしたものではディズニー版、ピクサー版、サンデー・マガジン版、ウルトラマン版、ポケットモンスター版、ONE PIECE版、モノポリージュニアをベースにしたものではスーパーマリオ版、フォートナイト版、あつまれ どうぶつの森版などがある。スター・ウォーズ版は英語版に日本語訳の説明書が付属している。
この他にも日本マクドナルドとのコラボレーションで、同社が販売しているハッピーセットのおまけとして、モノポリーを簡易ルールにしたものやモノポリージュニアをマクドナルドのオリジナルバージョンにカスタマイズしたものを配布したこともある。
その他
未来のラスベガスをテーマにした「200X フューチャー ラスベガスバージョン」、レジャーをテーマにした「モノポリー めざせレジャー王」、日本の工芸をテーマにした「日本工芸版モノポリー」、ホテルのザ・リッツ・カールトン京都をテーマにしたザ・リッツ・カールトン京都版モノポリー、ディスカウントストアのコストコをテーマにした｢モノポリー コストコ エディション｣などがある。

### イギリス
1935年12月にイギリス・リーズのジョン・ワディントン社がパーカー・ブラザース社より提案を受け、ヨーロッパおよびカナダを除くイギリス連邦での販売権を獲得。イギリス版はアメリカ版で使用されている地名をイギリスの地名に変更したことで、その後カナダを除くイギリス連邦ではこのイギリス版が普及することになった（カナダ版ではアメリカ版の地名が使用された）。通貨はUKポンド、最高額の地名はメイフェア（£400）である。

### その他
ハズブロが販売するスタンダード版以外では別バージョンや取引するものが土地に限らないものもあり、投票で選ばれた世界各国の都市が登場する「ワールドエディション」やディズニー作品をテーマとしたもの、低年齢でも遊べるようにルールが簡略化された「モノポリージュニア」、紙幣を使用しない「キャッシュカードエディション」などが登場している。特にアメリカにおいてはハズブロからライセンスを受けたUSAopoly社が国内外のアニメ・ゲームやドラマ・映画、アメリカのプロスポーツや企業などをテーマとしたモノポリーを多数発売している。
特徴
これらのバージョンでは、前述の通り、テーマに沿った駒や通貨などが用いられている。
- スター・ウォーズ版やピクサー版はプレイヤーのコマが金属製のピューター。
- ミレニアム版は通貨の単位が一桁高く、プレイヤーのコマが液晶テレビや携帯電話、ローラーブレードなど、現代風にアレンジされている。

### 各国・地域版と最高額の土地の一例
| 国・地域名                                 | 最高額の土地                   |
| ------------------------------------------ | ------------------------------ |
| スタンダード版（アトランティックシティ版） | ボードウォーク                 |
| 日本版（2022年）                           | 銀座                           |
| アメリカ合衆国版（2006年）                 | タイムズ・スクエア             |
| イギリス版                                 | メイフェア                     |
| フランス版                                 | ルー・ド・ラ・ペ               |
| ドイツ版                                   | シュロスアレー                 |
| イタリア版                                 | パルコ・デッラ・ヴィットーリア |
| カナダ版（2010年）                         | チャタム・ケント               |
| ロシア版                                   | アルバート通り                 |
| 香港版                                     | ヴィクトリア・ピーク（太平山） |
| ポルトガル版                               | ロシオ広場                     |
| スペイン版                                 | パセオ・デル・プラド           |
| インドネシア版                             | ブラスタギ                     |
| オランダ版                                 | カルファー通り                 |
| ニュージーランド版                         | クイーン通り                   |
| オーストラリア版（2007年）                 | グレート・バリア・リーフ       |

## コンピュータゲーム版
これまで日本国内では、タカラトミー（旧タカラ、旧トミー両社個別）、ハズブロジャパン（旧・ハズブロージャパン）、エレクトロニック・アーツ、ユービーアイソフト、マーマレードゲームスタジオの5社がモノポリーのコンピュータゲームを製作・販売している。
- モノポリー（ファミリーコンピュータ）（1991年11月1日、トミー）
- モノポリー（ゲームボーイ）（1991年12月20日、トミー）
- モノポリー (スーパーファミコン)（1993年3月5日、トミー）
- ザ・モノポリーゲーム2（スーパーファミコン）（1995年3月31日、トミー）
- モノポリー（プレイステーション）（1998年1月8日、ハズブロージャパン）
- ゲームボーイモノポリー（ゲームボーイカラー）（1998年12月1日、ハズブロージャパン） - モノポリー（ゲームボーイ）をカラー化したもの
- DXモノポリーGB（ゲームボーイカラー）（2000年4月21日、タカラ）
- DXモノポリー（プレイステーション）（2000年12月21日、タカラ）
- EXモノポリー（ゲームボーイアドバンス）（2001年7月13日、タカラ）
- モノポリー 〜めざせ!!大富豪人生!〜（プレイステーション2、ニンテンドー ゲームキューブ）（2003年7月31日、トミー）
- モノポリー（iPod）（2008年6月4日、エレクトロニック・アーツ）
- モノポリー（Wii）（2009年3月19日、エレクトロニック・アーツ）
- モノポリー・ストリーツ（プレイステーション3、Xbox 360）（2010年10月26日、エレクトロニック・アーツ） - 視点表示が3D化されている。日本国内未発売。
- モノポリー for Nintendo Switch（Nintendo Switch）（2017年11月9日、ユービーアイソフト） - 最大6人でオンライン対戦可能。
  - モノポリー for Nintendo Switch + モノポリー マッドネス（Nintendo Switch）（2021年12月9日、ユービーアイソフト） - 上記のゲームにリアルタイムバトル型のゲーム「モノポリー マッドネス」を加えたもの
  - Monopoly Plus + Monopoly マッドネス（PC）（2021年12月9日、ユービーアイソフト）
- モノポリー（Android、iOS）（2022年、マーマレードゲームスタジオ）
- モノポリー （Nintendo Switch、プレイステーション4、プレイステーション5、Xbox Series X/S、Xbox One）（2024年9月26日、ユービーアイソフト）

上記の他、モノポリータイクーン、モノポリーカジノ、モノポリー マッドネスといったモノポリーを題材にした独自のゲームも製作されている。

## モノポリーがテーマのゲーム
モノポリーをテーマにした、MONOPOLY（ピンボール）（2001年、Stern 日本国内未稼働）、モノポリー・ザ・メダル（2005年、セガ）、Monopoly Live(2021年、Evolution Gaming)などのゲームが存在する。

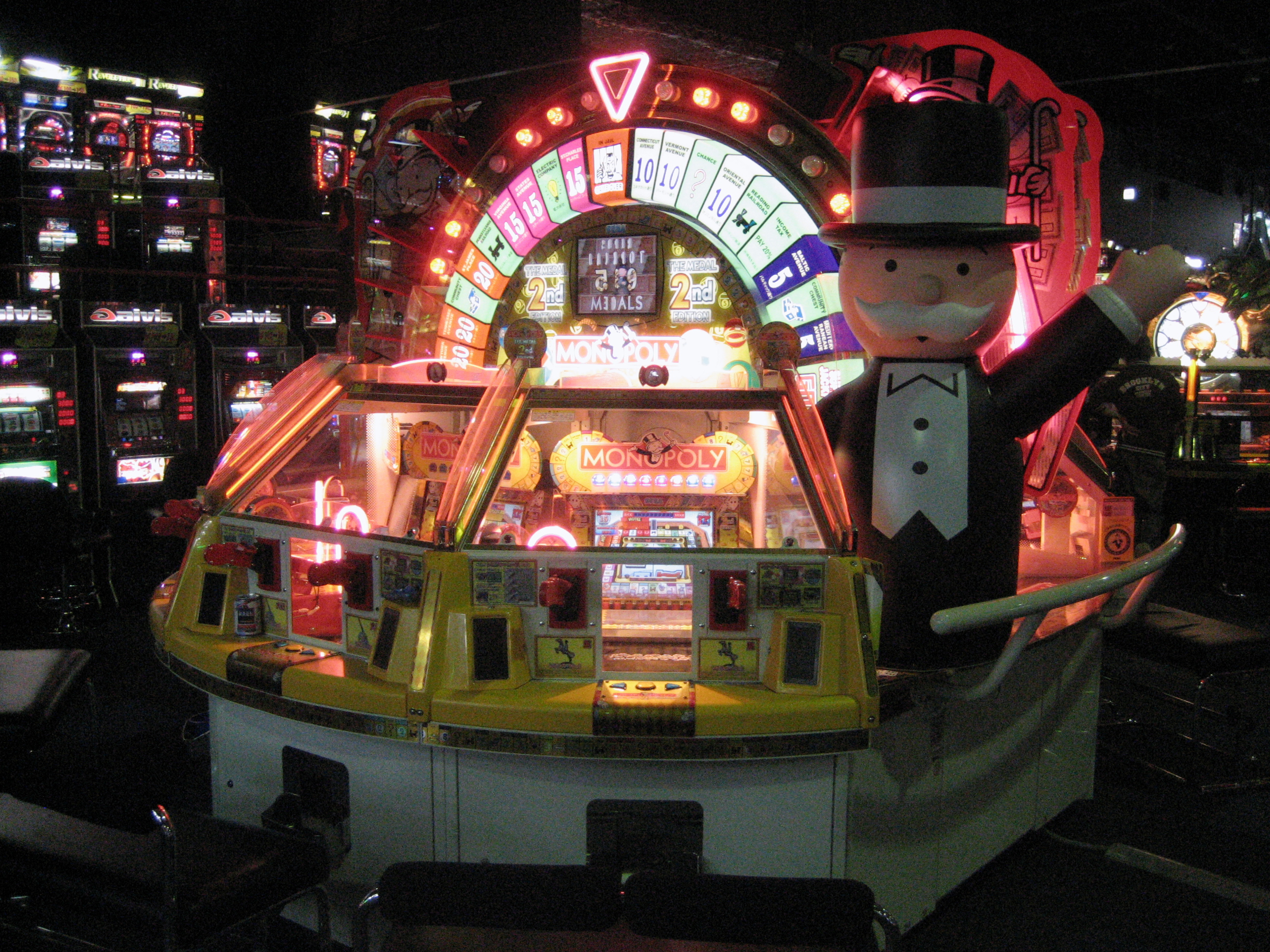
モノポリーを扱ったメダルゲーム機

## 世界選手権
1973年にパーカー・ブラザーズ主催による初の世界選手権がニューヨーク州で開催された。第7回大会から優勝者にはモノポリーのセットに入っている紙幣の総額と同じ$15140が優勝賞金として贈られるようになった。2021年現在、世界選手権はこれまで14回開催されており、2008年にはモノポリーの紙幣の総額が$20580に増えたため、第13回大会（2009年）からは優勝賞金も増額されている。
選考会で決定した日本代表が初めて出場したのは1983年の第6回大会（パームビーチ）からで、1988年の第8回大会（ロンドン）で日本人初の、2000年の第11回大会（トロント）で日本人2人目の世界チャンピオンがそれぞれ誕生している。
日本から世界選手権を目指す場合は3つのステップを経る必要がある。
1. 日本モノポリー協会主催の大会（名人戦・会長杯など）で優勝、または各地で行われる日本選手権地区大会や日本選手権全国大会の出場権つきの大会で成績上位に入ることで日本選手権全国大会の出場権を獲得
2. 原則として年に一度開催される日本選手権全国大会で優勝（前回全国大会優勝者はディフェンディングチャンピオンとして出場、世界選手権優勝者は永久シード、世界選手権決勝進出者は2年間シード）
3. 前回の世界選手権開催年の翌年から世界選手権開催年までの日本チャンピオンによる日本代表選考会で優勝

## その他

### モノポリーの盤面やカードに描かれているキャラクターの名前
当初はいずれのキャラクターの名前も決められておらず、1988年になってパーカーブラザーズのフィリップ・オルバネス(Philip E. Orbanes)によって設定されたものである。
- ミスターモノポリー

「モノポリーおじさん」の通称で知られるモノポリーを代表するキャラクター。
彼は1935年の発売当初は存在していなかったが、1936年版のチャンスと共同基金のカードから登場している。ロゴに描かれるようになったのは1985年版からで、2008年以降は3Dで描かれている。1940年代のパーカーブラザーズ社の他のボードゲームにも描かれており、1946年には『リッチ・アンクル』という彼の名を冠したゲームが発売されている。登場当初はリッチ・アンクル・ペニーバッグス、1988年にフルネームがミルバーン・ペニーバッグス(Milburn Pennybags)であるとされ、1999年にはミスターモノポリーへと改名されている。このキャラクターを描いた人物は長らく不明であったが、2013年になってダニエル・フォックス(Daniel Fox)というアーティストによって描かれたことが明らかになった。
- ジェイク・ザ・ジェイルバード

刑務所のマスに描かれている囚人。
- オフィサー・エドガー・マロリー

刑務所へ入れのマスに描かれている警官。
| ミスターモノポリー |  | ジェイク・ザ・ジェイルバード(画像下) |  | オフィサー・エドガー・マロリー |
| ミスターモノポリー |  | ジェイク・ザ・ジェイルバード(画像下) |  | オフィサー・エドガー・マロリー |

### モノポリーの駒の数と種類の変遷
2022年12月現在、日本で販売されているモノポリーのスタンダード版(東京版)のセットに同梱されている駒は軍艦、帽子、車、犬、猫、ティラノサウルス、ラバーダック、ペンギンの計8個である。
- 1935年発売当時

駒は指貫、軍艦、靴、帽子、大砲、アイロンの計6個が同梱されていた。
- 1936年

車の追加、指貫と新しく追加された財布との入れ替わりがあり、駒は計7個となった。
- 1937年

財布と指貫の入れ替わりが行われる。駒の数は変化せず。
- 戦後〜1950年代半ば

上記の7つに、犬（スコティッシュ・テリア）、馬（と騎手）、手押し車が追加され、計10個となった。
- 1999年

投票によってドル袋が追加され、計11個となった（アメリカ版のみ）。
- 2008年の新バージョン（日本語版は2010年から）

ドル袋、大砲、馬の駒が外れ、指貫、軍艦、靴、帽子、アイロン、車、犬、手押し車の計8個となった。
- 2013年

投票により猫が追加され、アイロンが外れた（アメリカ版のみ）。駒の数は変化せず。
- 2017年

投票によりティラノサウルス、ラバーダック、ペンギンが追加され、指貫、靴、手押し車が外れることが発表された。駒の数は変化せず。この3つの駒に上記の猫の駒を加えた日本語版ボードは2017年10月発売。
- 2022年

過去に外れた駒1つと既存の駒1つを入れ替える投票により指貫が復活し、ティラノサウルスが外れることが発表された。駒が変更されたボードは当初2023年春発売予定と報道されていたが、アメリカでは2022年7月31日に発売された。日本での発売は未定。